# Апойковский сельсовет
Апойковский (Опойковский) сельсовет — упразднённая административно-территориальная единица, входившая в состав Дмитровского уезда Орловской губернии, а затем — Дмитровского района Центрально-Чернозёмной области.
Административным центром была деревня Апойково.

## География
Располагался на северо-востоке Добенкинской волости. Основным водотоком на территории сельсовета была река Рясник.

## История
Образован в первые годы советской власти. По состоянию на 1926 год входил в состав Долбенкинской волости Дмитровского уезда Орловской губернии. С 1928 года в составе Дмитровского района. Упразднён не позднее 1937 года путём присоединения к Плосковскому сельсовету.

## Населённые пункты
По состоянию на 1926 год в состав сельсовета входило 10 населённых пунктов:
| №  | Населённый пункт | Тип населённого пункта    |
| -- | ---------------- | ------------------------- |
| 1  | Апойково         | деревня, администр. центр |
| 2  | Авилово          | деревня                   |
| 3  | Александровский  | посёлок                   |
| 4  | Неживская        | лесная сторожка           |
| 5  | Малиновский      | посёлок                   |
| 6  | Муравчик         | посёлок                   |
| 7  | Околодный        | посёлок                   |
| 8  | Ржавчик          | посёлок                   |
| 9  | Средний Лог      | посёлок                   |
| 10 | Хальзево         | деревня                   |